# Мокрина
День Мокрини (Мокрини, Мокриди, День святої Мокрини) — 19 липня святкують останній день літа. Існує приповідка: «Свята Мокрина осінь приносить». Після впровадження християнства свято почали асоціювати з Макриною Молодшою. 

## Мокрина у дохристиянських віруваннях
Мокрину вважали донькою осені, що приносила дощі та холод. Її свято передувало Дню Іллі, що так само закривав літні утіхи (після Іллі заборонено було купатися). За народньою уявою день Мокрини — це останній день літа.
Колись господарі в цей день примічали погоду, бо існувало вірування, що яка погода на Мокрини, така буде й осінь. Якщо в цей день ішов дощ то селяни чекали мокрої дощової осені, а якщо було сухо й світило сонце, то це був знак теплої й сухої погоди восени.
Якщо ж день видавався сухим, то баби проводили особливий обряд викликання дощу — «робили Мокрини». Знаходили дівчину, яка народилася 19 липня, називали її Мокриною, наряджали в святкову сукню і підносили їй колосся хліба. Вона повинна була віднести їх до річки, щоб та передала хліб волозі небесної і вмовила її пролити дощ. А от якщо день і без обрядів видавався сирим, то ті, хто народився в день Макрини не міг виходити на вулицю, інакше злива може залити всю землю.
Покажчик осені, дощить — буде мокра; сухо — буде багато сонячних днів.
«Як на Мокрини дощ, то горіхи повимокають, а як сухо, то бджоли повилітають!», — тобто будуть ще роїтися. Так говорять селяни на Київщині.
«Якщо на Мокрини дощ, то сій жито: буде врожай!», — каже приповідка на Уманщині.

## Християнська свята
Свята Макрина народилася в турецькій Кападокії на початку IV століття. Ангел у сні наказав назвати дівчинку Феклою, на честь святої первомучениці Фекли. Її мати — Свята Емілія виконала волю Божу і назвала дочку, як просили небесні сили. Проте згодом дівчинку перейменували на Мокрину, на честь бабусі, яка постраждала під час гоніння на християн при імператорі Максиміані Галерії. Ця історія не схожа на маніпуляцію з іменами задля заміти язичецької Мокрини, оскільки її ім'я в інших мовах звучить так само (німецькою — Makrina die Jungere)
Батьки заручили Феклу / Мокрину з юнаком, що незабаром помер. Легенда свідчить, що багато юнаків сваталися до неї, але Мокрина відмовляла, обравши життя у цноті, не бажаючи зраджувати пам'яті померлого нареченого. Преподобна Мокрина жила разом з батьками, допомагаючи їм виконувати домашні роботи разом зі слугами як старша служниця. Згодом свята Мокрина переконала свою матір залишити мирське життя, відпустити рабів на свободу і віддалитися в дівочий монастир разом з деякими рабинями-служницями.
Свята Мокрина творила чудеса. У розповіді сестер обителі святому Григорія Нісському, вона зцілила дівчинку, у якої на оці було більмо, поцілувавши це хворе око. Під час голоду за молитвами святої, в обителі не зменшувалася пшениця, необхідна для прожитку сестер.
Померла свята Мокрина в 380 році.